# Megàpode de la Melanèsia
El megàpode de la Melanèsia (Megapodius eremita) és una espècie d'ocell de la família dels megapòdids (Megapodiidae) que viu al sotabosc de les illes de l'Arxipèlag de Bismarck, incloent les illes de l'Almirallat i el grup de St Matthias. També a les illes Salomó.